# Нофельс
Нофельс (нем. Nofels) — город  в Австрии, в федеральной земле Форарльберг. 
Входит в состав округа Фельдкирх. 
Население  на 31 декабря 2006 составляло 3626 чел.

## География
Занимает площадь 10,7 км². 